# Loboptera decipiens

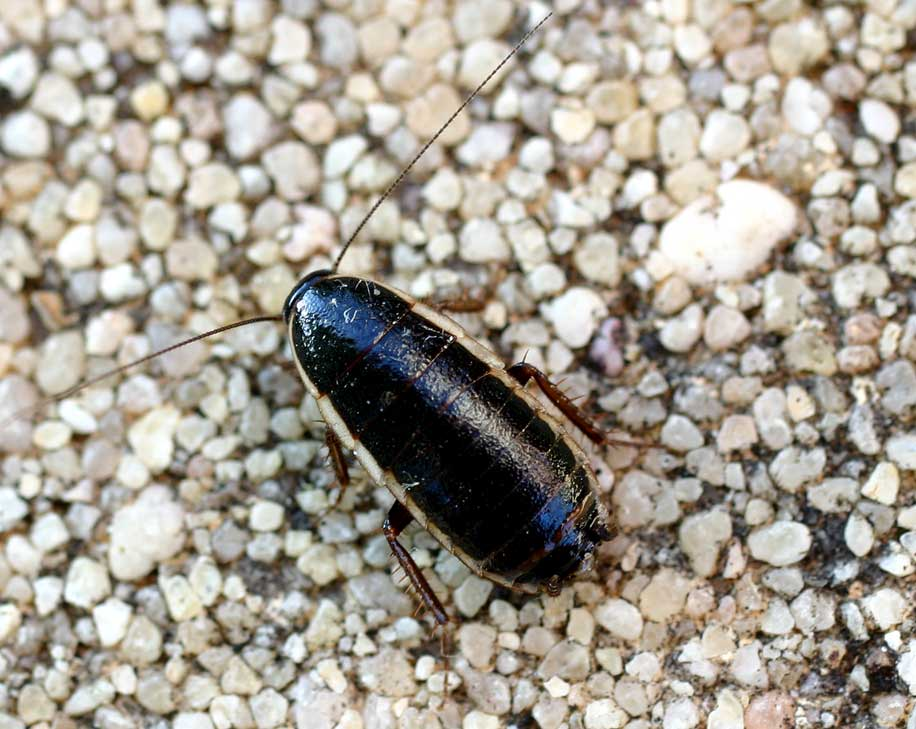
Loboptera decipiens, Dorsalansicht

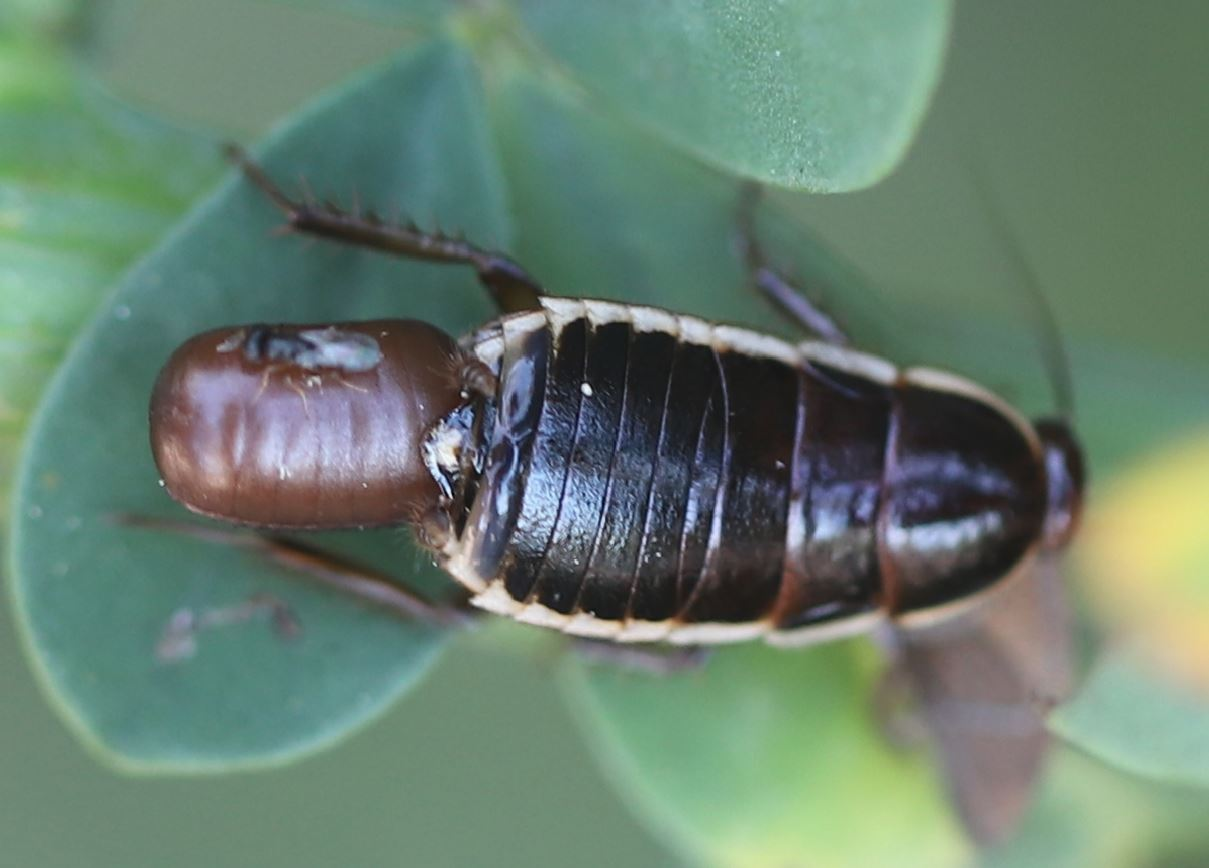
Schabe mit Oothek und einem Hautflügler darauf sitzend

Loboptera decipiens ist eine Schabenart aus der Familie Ectobiidae.

## Merkmale
Die Schaben haben eine Länge von 10–15 mm. Sie besitzen eine schwarze Grundfarbe. Beine und Fühler sind schwarz. Femora und Tibiae sind mit Dornen versehen. Die Schaben besitzen einen relativ breiten weißen oder gelblichen Seitenrand, der sich vom Thorax bis zum hinteren Körperende erstreckt. Hinterflügel sind nicht ausgebildet.

## Verbreitung
Die Art ist im gesamten Mittelmeerraum (einschließlich Nordafrika) verbreitet.

## Lebensweise
Die Schaben können sowohl tagsüber als auch in der Dämmerung angetroffen werden. Loboptera decipiens ist eine phytophage Schabenart. Sie ernährt sich von Detritus, pflanzlichen Abfällen wie beispielsweise auf dem Boden liegendem Laub. Die Weibchen legen Ootheken mit 20 oder mehr Eiern ab.

## Parasitoide
Es wurde in Frankreich beobachtet, dass Syntomosphyrum ishnopterae, eine Erzwespenart aus der Familie Eulophidae, ein Hyperparasit ist. Diese parasitiert Zeuxevania splendidula, eine Hungerwespen-Art, in Ootheken von Loboptera decipiens.

## Ähnliche Arten
Loboptera canariensis, eine verwandte Art, kommt ebenfalls im westlichen Mittelmeerraum vor. Diese besitzt einen hellen Seitenrand, der sich jedoch nur über die ersten drei Körpersegmente erstreckt. 

## Sonstiges
Die Schaben sind im Handel erhältlich und können in Terrarien gehalten werden.

## Taxonomie
Es gibt mindestens zwei Unterarten:
- Loboptera decipiens decipiens (Germar, 1817)
- Loboptera decipiens nevadensis Bohn, 1991

In der Literatur finden sich folgende Synonyme:
- Blatta decipiens Germar, 1817
- Blatta limbata (Charpentier, 1825)
- Blatta marginata (Risso, 1826)
- Loboptera kusnezovi (Adelung, 1907)